# Gorazd
Gorazd ist ein slowenischer männlicher Vorname.

## Namensträger
- Gorazd von Mähren (9./10. Jh.), Heiliger, Mönch im Mährerreich
- Gorazd von Prag (1879–1942), tschechischer orthodoxer Bischof, Opfer des NS-Regimes
- Gorazd Bertoncelj (* 1976), slowenischer Skisprungtrainer
- Gorazd Meško (* 1965), slowenischer Sozialpädagoge und Kriminologe
- Gorazd Robnik (* 1978), slowenischer Skispringer und Nordischer Kombinierer
- Gorazd Škof (* 1977), slowenischer Handball-Nationaltorwart
- Gorazd Štangelj (* 1973), slowenischer Radrennfahrer